# Orodaliscoides reflexus
Orodaliscoides reflexus är en skalbaggsart som beskrevs av Schmidt 1910. Orodaliscoides reflexus ingår i släktet Orodaliscoides och familjen Aphodiidae. Inga underarter finns listade i Catalogue of Life.